# Kraftwerk Nathpa Jhakri
Das Kraftwerk Nathpa Jhakri (Hindi नाथपा झाकड़ी जलविद्युत परियोजना, englisch Nathpa Jhakri Hydroelectric Station) ist ein Laufwasserkraftwerk am Satluj in Indien im Distrikt Kinnaur, Bundesstaat Himachal Pradesh. Die Stadt Shimla befindet sich ca. 80 km südwestlich des Kraftwerks.
1987 war der Norden Indiens von akutem Strommangel betroffen und das Kraftwerksprojekt Nathpa Jhakri wurde als bevorzugte Möglichkeit gesehen, die Erzeugungskapazität auszubauen. Eine Absichtserklärung für das Projekt wurde im Juli 1991 unterschrieben. Die eigentlichen Bauarbeiten starteten im Juli 1995. Sie wurden im Juli 2002 abgeschlossen. Das Kraftwerk ging im Mai 2004 in Betrieb. Es wurde am 28. Mai 2005 durch den damaligen Premierminister Manmohan Singh offiziell eröffnet. Das Kraftwerk ist im Besitz der Satluj Jal Vidyut Nigam Limited (SJVN) und wird auch von SJVN betrieben.

## Absperrbauwerk
Das Absperrbauwerk besteht aus einer Gewichtsstaumauer aus Beton mit einer Höhe von 62,5 (bzw. 60, 60,5 oder 67,5)  m und einer Kronenlänge von 155 bzw. 185 m. Die Staumauer verfügt über fünf Schütze. Über vier von ihnen können maximal 5.660 m³/s abgeführt werden, was dem Bemessungshochwasser entspricht; die Wahrscheinlichkeit für das Auftreten dieses Ereignisses wurde mit einmal in 10.000 Jahren bestimmt.
Auf der linken Seite der Staumauer befindet sich der Einlass, von dem aus das Wasser zunächst in vier unterirdische Absetzbecken (Länge 525 m, Breite 16,31 m, Höhe 27,5 m) geleitet wird, bevor es über einen Tunnel (Länge 27,395 km, Durchmesser 10,15 m) zum Kraftwerk geführt wird. Am Ende des Tunnels befindet sich ein Wasserschloss (Höhe 296 bzw. 301 m, Durchmesser 24,50 bzw. 21,6 m). Danach führen Druckrohrleitungen zur Maschinenhalle. 
Der Dichtungsschleier reicht bis in eine Tiefe von 45 m.

## Stausee
Bei Vollstau erstreckt sich der Stausee über eine Fläche von rund 0,22 km² und fasst 3,4 Mio. m³.

## Kraftwerk
Das Kraftwerk Nathpa Jhakri verfügt über eine installierte Leistung von 1.500 bzw. 1.530 MW. Die durchschnittliche Jahreserzeugung schwankt mit der Wasserführung des Satluj: sie lag im Jahre 2005 bei 4,053 Mrd. kWh und im Jahre 2009 bei 7,017 Mrd. kWh.
Die 6 Francis-Turbinen leisten jede maximal 250 (bzw. 255) MW. Sie befinden sich in einer Kaverne (Länge 222 m, Breite 49 m, Höhe 20 m). Die Maschinen gingen zwischen Oktober 2003 und März 2004 ans Netz. Die Turbinen wurden von Kværner und die Generatoren von ABB und Siemens geliefert.
Die Fallhöhe beträgt 428 m. Der maximale Durchfluss liegt bei 405 (bzw. 400) m³/s. Nachdem das Wasser das Kraftwerk Nathpa Jhakri passiert hat, wird es durch einen weiteren Tunnel zum Kraftwerk Rampur geleitet.

## Sonstiges
Die Gesamtkosten des Kraftwerks betrugen 8.187 Crore INR bzw. 1,9 2 oder 2,0482 Mrd. USD. Die Weltbank gewährte Indien im Jahre 1988 einen Kredit über 485 Mio. USD für die Errichtung des Kraftwerks.